# Jack Bannon (attore 1991)
Jack Bannon (Norwich, 24 marzo 1991) è un attore britannico noto per i ruoli di Christopher Morcom nel film The Imitation Game, di Sam Thursday nelle serie Il giovane ispettore Morse e di Alfred Pennyworth in Pennyworth.

## Filmografia parziale

### Cinema
- The Imitation Game, regia di Morten Tyldum (2014)
- Fury, regia di David Ayer (2014)
- Kids in Love, regia di Chris Foggin (2016)

### Televisione
- I fratelli Giblet (The Giblet Boys) – serie TV, 7 episodi (2006)
- Il giovane ispettore Morse (Endeavour) – serie TV, 12 episodi (2013-2023)
- Ripper Street – serie TV, un episodio (2016)
- Clique – serie TV, 5 episodi (2017)
- I Medici – serie TV, 10 episodi (2018-2019)
- Pennyworth (Pennyworth - The Origin of Batman's Butler) – serie TV, 30 episodi (2019-2022)
- The Darkness – serie TV, 5 episodi (2024)
- Pulse – serie TV, 10 episodi (2025)

## Doppiatori italiani
Nelle versioni in italiano delle opere in cui ha recitato, Jack Bannon è stato doppiato da:
- Davide Perino in Pennyworth, The  Darkness, Pulse
- Daniele Raffaeli ne I fratelli Giblet
- Andrea Di Maggio in The Imitation Game
- Alessio Nissolino in Clique
- Federico Viola ne I Medici